# Jean Prat
Jean Prat (1. srpna 1923 Lurdy -- 25. února 2005 Tarbes) byl francouzský ragbista, který hrál jako rváček. V roce 2011 byl jmenován do Světové ragbyové síně slávy.
Za Francii odehrál 51 zápasů a připsal si 144 bodů (1945 až 1955). V roce 1954 a 1955 se stal vítězem Poháru 5 zemí, což předtím Francie nikdy nedokázala. Jako kapitán dovedl svou zemi k historicky první výhře nad Novým Zélandem. Byl i u první výhry proti Walesu a Anglii. Při svém posledním zápase se dočkal pocty, že ho protihráči Walesu odnesli ze hřiště. Jako rojník byl hráčem, co v mezinárodních zápasech nasbíral nejvíce bodů v historii, než ho překonal John Eales v roce 2000. Jako první odehrál ze všech zemí 50 reprezentačních zápasů.
Na klubové úrovni hrál za FC Lurdy (1940–1959). Šestkrát vyhrál francouzskou ligu (1948, 1952, 1953, 1956-1958). Po konci kariéry byl trenérem ve stejném týmu v letech 1960 až 1964. Potom byl hlavním koučem francouzské reprezentace do roku 1968. V roce 1967 vyhrál Pohár 5 národů.
Měl přezdívku Mister Rugby. Během 2. světové války byl zajat nacisty. Jeho bratr Maurice si také zahrál za Francii. Zemřel na rakovinu hrdla.